# Stephen Taylor, Baron Taylor
Stephen James Lake Taylor, Baron Taylor (SJL Taylor) (* 30. Dezember 1910 in High Wycombe; † 1. Februar 1988 in Wrexham) war ein britischer Arzt, Ministerialbeamter und Politiker.

## Leben
Von 1940 bis 1944 war er Direktor des Home Intelligence and Wartime Social Survey im  Informationsministerium und von 1945 bis 1950 für die Labour Party Parlamentsmitglied für Barnet. Er war von 1947 bis 1950 Parliamentary Private Secretary für den Deputy Prime Minister und Lord President of the Council. Er war ein Berater für den National Health Service.
Im August 1958 wurde er als Baron Taylor, of Harlow in the County of Essex zum Life Peer ernannt. Er diente von 1964 bis 1966 in der Regierung als Under-Secretary of State for Commonwealth Relations und Under-Secretary of State for the Colonies. Er trat 1981 aus der Labour Party aus und wurde Crossbencher.
Lord Taylor war von 1967 bis 1973 auch der Medizinische Direktor des Harlow Industrial Health Service und Präsident and Vizekanzler der Memorial University of Newfoundland. Im Jahr 1962 war er ein Mediator in der Endphase des Saskatchewan Doctors' Strike in Saskatchewan, Kanada.
Taylor heiratete 1939 Charity Clifford, eine promovierte Ärztin und später Gouverneurin des Holloway Prison.

## Schriften
- 1944: Battle for Health. A Primer of Social Medicine
- 1949: Shadows in the Sun. The Story of the Fight Against Tropical Diseases (mit Phyllis Gadsden)
- 1961: First Aid in the Factory and on the Building Site and Farm, in the Shop, Office and Warehouse
- 1964: Mental Health and Environment (mit Sidney Chave)
- 1988: A Natural History of Everyday Life. A Biographical Guide for Would-be Doctors of Society